# Certhionyx niger
Certhionyx niger é uma espécie de ave da família Meliphagidae.
É endémica da Austrália.
Os seus habitats naturais são: matagais mediterrânicos.